# Cenoman
Cenoman je nejstarší chronostratigrafický stupeň svrchní křídy, který vznikal ve stejnojmenném geochronologickém věku. Tato časová jednotka je datována do rozmezí před 100,5 až 93,9 Ma (milionů let). Období pozdního cenomanu zaznamenalo nejvyšší hladinu světových oceánů za posledních 600 milionů let, asi o 150 metrů vyšší než dnes. Podnebí bylo větrné a vodní eroze u pobřeží výrazná. V této době žil v dnešní ČR jediný dosud popsaný a v roce 2017 pojmenovaný druh dinosaura Burianosaurus augustai (Perucko-korycanské souvrství). Období bylo pojmenováno podle starověkého keltského kmene Cenomanů. Cenomanu předcházel alb na konci spodní křídy a následoval ho turon. V tomto období existovali také obří sauropodní dinosauři (jako byl druh Argentinosaurus huinculensis), jejichž délka se mohla pohybovat až kolem 40 metrů.

## Bezobratlí

### Belemniti
| Belemniti období cenomanu | Belemniti období cenomanu | Belemniti období cenomanu | Belemniti období cenomanu | Belemniti období cenomanu |
| Taxony                    | Výskyt                    | Místo                     | Popis                     | Obrázky                   |
| ------------------------- | ------------------------- | ------------------------- | ------------------------- | ------------------------- |
| Hibolites                 |                           |                           |                           |                           |

## Obratlovci

### Ankylosauři
| Ankylosauři období cenomanu | Ankylosauři období cenomanu | Ankylosauři období cenomanu                       | Ankylosauři období cenomanu | Ankylosauři období cenomanu |
| Taxony                      | Výskyt                      | Místo                                             | Popis                       | Obrázky                     |
| --------------------------- | --------------------------- | ------------------------------------------------- | --------------------------- | --------------------------- |
| - Acanthopholis             | alb nebo apt až cenoman     | souvrství Greesand, Cambridgeshire, Anglie        |                             |                             |
| - Animantarx                | cenoman až turon            | souvrství Cedar Mountain, Utah, USA               |                             |                             |
| - Nodosaurus                |                             | Wyoming, Kansas, USA                              |                             |                             |
| - Stegopelta                | pozdní alb až raný cenoman  | souvrství Frontier, Wyoming, USA                  |                             |                             |
| - Tsagantegia               |                             | souvrství Baynshiree Svita, Dzun-Bayan, Mongolsko |                             |                             |
| - Zhejiangosaurus           |                             | souvrství Chaochuan, Zhejiang, Čína               |                             |                             |
| - Zhongyuansaurus           |                             | Ruyang, Henan, Čína                               |                             |                             |

### Ornithopoda
| Ornitopodi období cenomanu | Ornitopodi období cenomanu       | Ornitopodi období cenomanu                   | Ornitopodi období cenomanu                               | Ornitopodi období cenomanu |
| Taxony                     | Výskyt                           | Místo                                        | Popis                                                    | Obrázky                    |
| -------------------------- | -------------------------------- | -------------------------------------------- | -------------------------------------------------------- | -------------------------- |
| Anabisetia                 |                                  | souvrství Cerro Lisandro, Neuquén, Argentina |                                                          |                            |
| Bihariosaurus              |                                  | Bihor, Rumunsko                              |                                                          |                            |
| Burianosaurus              | cenoman, asi před 95 miliony let | Kutná Hora, Česko                            | Menší ornitopodní dinosaurus o délce kolem 3 až 4 metrů. |                            |
| Eolambia                   | alb-cenoman                      | Utah, USA                                    |                                                          |                            |
| Gadolosaurus               |                                  | Mongolsko                                    |                                                          |                            |
| Notohypsilophodon          | cenoman-turon                    | souvrství Bajo Barreal, Chubut, Argentina    |                                                          |                            |
| Protohadros                |                                  | Flower Mound, Texas, USA                     |                                                          |                            |
| Shuangmiaosaurus           | cenoman-turon                    | Čína                                         |                                                          |                            |

### Plesiosauria
| Plesiosauři období cenomanu | Plesiosauři období cenomanu | Plesiosauři období cenomanu | Plesiosauři období cenomanu | Plesiosauři období cenomanu |
| Taxony                      | Výskyt                      | Místo                       | Popis                       | Obrázky                     |
| --------------------------- | --------------------------- | --------------------------- | --------------------------- | --------------------------- |
| Plesiopleurodon             |                             | Belle Fourche, Wyoming, USA |                             |                             |

### Pterosauria
| Ptakoještěři období cenomanu | Ptakoještěři období cenomanu | Ptakoještěři období cenomanu | Ptakoještěři období cenomanu                                   | Ptakoještěři období cenomanu |
| Taxony                       | Výskyt                       | Místo                        | Popis                                                          | Obrázky                      |
| ---------------------------- | ---------------------------- | ---------------------------- | -------------------------------------------------------------- | ---------------------------- |
| Afrotapejara                 | Před 95 miliony let          | Kem Kem Beds, Maroko         | Středně velký ptakoještěr s rozpětím křídel od 3,5 do 5 metrů. |                              |
| Alanqa                       | Před 95 miliony let          | Kem Kem Beds, Maroko         | Středně velký ptakoještěr s rozpětím křídel od 4 do 6 metrů.   |                              |

### Sauropoda
| Sauropodi období cenomanu                 | Sauropodi období cenomanu | Sauropodi období cenomanu               | Sauropodi období cenomanu             | Sauropodi období cenomanu |
| Taxony                                    | Výskyt                    | Místo                                   | Popis                                 | Obrázky                   |
| ----------------------------------------- | ------------------------- | --------------------------------------- | ------------------------------------- | ------------------------- |
| Argentinosaurus                           | raná svrchní křída        | souvrství Río Limay, Neuquén, Argentina | obří sauropod ze skupiny Titanosauria |                           |
| Brachiosaurus (? Brachiosaurus nougaredi) | raná svrchní křída        | Wargla, Alžírsko                        | velký brachiosauridní sauropod        |                           |

### Theropoda
| Teropodi období cenomanu | Teropodi období cenomanu | Teropodi období cenomanu              | Teropodi období cenomanu                                          | Teropodi období cenomanu |
| Taxony                   | Výskyt                   | Místo                                 | Popis                                                             | Obrázky                  |
| ------------------------ | ------------------------ | ------------------------------------- | ----------------------------------------------------------------- | ------------------------ |
| Bahariasaurus            |                          | Baharíja, Egypt; Niger                | nepříliš známý obří teropod                                       |                          |
| Carcharodontosaurus      |                          | Maroko; Niger                         | obří teropod, délka až 13 metrů                                   |                          |
| Deltadromeus             |                          | Maroko                                | velký teropod                                                     |                          |
| Mapusaurus               |                          | souvrství Huincul, Argentina          | obří teropod, délka až 12,2 metru                                 |                          |
| Siamosaurus              |                          | Thajsko                               |                                                                   |                          |
| ?Sigilmassasaurus        |                          | Tafilalt, Maroko                      |                                                                   |                          |
| Spinosaurus              |                          | oáza Bahariya, Egypt; Tunisko; Maroko | nejdelší známý teropod, odhadovaná maximální délka 16 až 18 metrů |                          |
| Unenlagia                |                          | Comahue, Argentina                    | opeřený teropod s mnoha „ptačími“ znaky na kostře                 |                          |